# Bandera de Suazilandia
La bandera de Suazilandia fue adoptada el 6 de octubre de 1968 después de que Suazilandia se independizara del Imperio británico un mes antes. El diseño de la bandera está basado en la bandera que el rey Sobhuza II dio al cuerpo militar suazi en 1941.

## Diseño
La bandera es rectangular con un largo y un ancho en una proporción de 3:2 respectivamente. El color azul representa la paz y la estabilidad, y el amarillo, los recursos naturales del país. En el centro de la bandera, sobre fondo rojo que representa las batallas en tiempos históricos, un escudo y dos lanzas representan la defensa de Suazilandia contra sus enemigos. El color del escudo (blanco y negro) representa la convivencia pacífica entre las comunidades negra y blanca.

## Banderas históricas

Bandera de Suazilandia (c. 1890 -1894)
Bandera de Suazilandia (1894-1902)
Bandera del protectorado británico de Suazilandia (1902-1968)

## Otras banderas

Estandarte real
Estandarte de la Reina madre